# ZALA 421-08М
Основна стаття — ZALA (БПЛА)
ZALA 421-08М ― російський мікро-літальний апарат виробництва компанії ZALA Aero Group.

## Технічні характеристики
Указані тактико-технічні характеристики, заявлені виробником.
| Максимальна злітна маса         | 2,5 кг                |
| Маса цільового навантаження     | 300 г                 |
| Розмах крила                    | 810 мм                |
| Тип двигуна                     | електричний           |
| Тривалість польоту              | 1,5 год               |
| Радіус відеоканалу              | 15 км                 |
| Висота ефективного застосування | 100 — 2 000 м         |
| Максимальна висота польоту      | 5 000 м               |
| Швидкість                       | 65 — 125 км/год       |
| Зліт                            | еластична катапульта  |
| Посадка                         | парашут               |
| Діапазон робочих температур     | від -40 °C до + 50 °C |
| Допустима швидкість вітру       | 20 м/c                |

## Історія
ZALA 421-08 вперше демонструвався на виставці засобів забезпечення безпеки держави «INTERPOLITEX-2006» («Интерполитех-2006»). У 2008 році безпілотник проходив випробування на судні льодового класу в умовах полярного дня.

## Конструкція
Безпілотний літальний апарат розроблений за аеродинамічною схемою «літаюче крило» і складається з планера із системою автоматичного керування автопілотом, органів керування і силової установки, бортової системи живлення, системи посадки на парашуті і знімних блоків цільового навантаження. Для того, щоб літак не губився в темний час доби, на корпусі встановлені мініатюрні енергоощадливі світлодіодні світильники.

## Бойове застосування

### Російсько-українська війна
2014 року на українсько-російському кордоні в Донецькій області ЗСУ разом із Держприкордонслужбою збили ZALA 421-08. У березні 2021 року ситуація повторилася і ЗСУ перехопили ще один безпілотник ZALA 421-08, який був запущений російськими військами на територію Донецької області.
На початку травня 2022 року російський безпілотник збитий під час проведення розвідки на півночі України.
3 травня 2022 року російський безпілотник збитий на Донецькому напрямку.
4 травня 2022 — поблизу Відродження (ЗРВ, Оса-АКМ).
17 травня 2022 року російський безпілотник збитий біля Покровська із ЗРК «Стріла-10» підрозділом ППО 80 ОДШБр.
20 травня 2022 року російський безпілотник збитий поблизу н.п. Вершина в Бахмутському районі зі стрілецької зброї військовослужбовцями 30 ОМБр.
24 травня 2022 року російський безпілотник збитий поблизу н.п. Бахмутське в Бахмутському районі зі стрілецької зброї військовослужбовцями 80 ОДШБр.